# LoveWave
LoveWave (Onda d'amore) è un singolo della cantante armena Iveta Mukuchyan, presentata il 2 marzo 2016 e messa in commercio il 30 marzo su etichetta discografica Universal Music Denmark. Il brano è stato scritto interamente in lingua inglese da Iveta Mukuchyan e Stephanie Crutchfield ed è stato composto da Lilith Navasardyan e Levon Navasardyan. Con LoveWave Iveta ha rappresentato l'Armenia all'Eurovision Song Contest 2016, piazzandosi settima nella finale.

## Pubblicazione e composizione
Il 13 ottobre 2015 ARMTV ha reso noto che Iveta Mukuchyan avrebbe rappresentato l'Armenia all'Eurovision Song Contest 2016 a Stoccolma. Lo stesso giorno l'ente televisivo armeno ha inoltre annunciato che avrebbe accettato canzoni per Iveta da parte di autori da tutto il mondo. Il 31 dicembre 2015 il canale YouTube dell'Eurovision Song Contest ha pubblicato un video in cui Iveta afferma: "Abbiamo ricevuto canzoni dal Canada, dagli Stati Uniti, dalla Svezia, dall'Armenia, dalla Germania... da qualunque parte del mondo. Sono canzoni fantastiche ed è stato molto difficile per noi sceglierne una. Quella che abbiamo scelto mi ha toccato nel profondo del cuore. Non credevo che una canzone mi potesse suscitare simili sentimenti."
Il 19 febbraio 2016 sono stati annunciati titolo e data di presentazione della canzone. LoveWave, scritta e composta da un team di armeni, tra cui la stessa Iveta Mukuchyan, è stata presentata al pubblico con il relativo video su ARMTV, l'ente televisivo pubblico armeno, il 2 marzo 2016, e subito dopo è stata caricata sul canale YouTube dell'Eurovision. Il 30 marzo la canzone è stata messa in commercio sulle piattaforme digitali.
Sul significato della canzone, Iveta ha commentato: "Volevo cantare su un sentimento che tutti noi conosciamo e che ricerchiamo. Un sentimento che crea e che distrugge, che rinforza e che debolizza, che ti lacera e che ti completa. Un sentimento fuori dallo spazio e dal tempo, imprevedibile come un oceano e potente come un'onda. Un sentimento per il quale vale la pena lottare. L'amore."

## Partecipazione all'Eurovision Song Contest
Per promuovere la sua canzone all'estero, Iveta ha cantato ad un concerto insieme ad altri partecipanti all'Eurovision a Mosca il 3 aprile 2016. All'Eurovision Iveta ha cantato LoveWave per settima nella prima semifinale, che si è tenuta il 10 maggio a Stoccolma, e si è qualificata per la finale del 14 maggio, dove è stata l'ultima dei 26 partecipanti ad esibirsi.
Nella semifinale Iveta è arrivata seconda su 18 partecipanti, solo dietro alla Russia, con 243 punti, di cui 116 provenienti dal televoto, nel quale è risultata la quarta preferita, e 127 dal voto della giuria, per la quale è stata la terza più votata. Nella finale LoveWave ha ottenuto 249 punti, regalando all'Armenia un dignitoso settimo posto su 26 partecipanti. Iveta è stata la settima più televotata della serata con 134 punti; ha vinto il televoto in Francia, Georgia e Russia. È inoltre risultata la decima preferita dalle giurie, che le hanno attribuito 115 punti, tra cui un massimo di 12 punti da Bulgaria, Russia e Spagna.

## Video musicale
Il video musicale di LoveWave è stato girato in Germania e Armenia e vede come protagonisti Iveta Mukuchyan e il modello svedese Ben Dahlhaus. Il video è stato prodotto dall'ente televisivo pubblico dell'Armenia ARMTV e dallo studio Black Sheep in Germania.
Il 19 febbraio 2016 Iveta ha postato un teaser di 18 secondi del video sul suo canale YouTube. La versione intera del video è stata pubblicata il 2 marzo 2016 sul canale YouTube dell'Eurovision Song Contest. Infine, il 25 marzo Iveta ha pubblicato sul suo canale il lyric video di LoveWave.

## Tracce
Download digitale
1. LoveWave – 2:57